# Partito Alleanza Civica
Il Partito Alleanza Civica (in romeno: Partidul Alianța Civică, PAC) è stato un partito politico romeno di orientamento liberale nato nel 1991 sulle istanze dell'omonima organizzazione non governativa.
Presente in parlamento nel corso della legislatura 1992-1996 della Romania, nel 1998 confluì nel Partito Nazionale Liberale

## Storia

### L'ONG Alleanza Civica
In seguito alla rivoluzione romena del 1989 che rovesciò il regime di Nicolae Ceaușescu il potere fu assunto ad interim da un governo provvisorio costituito principalmente da ex membri del Partito Comunista Romeno (PCR) che, nel febbraio 1990, formarono il partito del Fronte di Salvezza Nazionale (FSN), grande gruppo politico che, guidato da Ion Iliescu, dominò la presenza nelle istituzioni e nei mezzi di informazione nel primo periodo di transizione alla democrazia. Il FSN vinse con una maggioranza bulgara le prime elezioni celebratesi dopo la caduta della dittatura nel maggio 1990, mentre in parlamento i maggiori partiti liberali e di centro-destra Partito Nazionale Liberale (PNL) e Partito Nazionale Contadino Cristiano Democratico (PNȚCD) rappresentavano delle forze di opposizione minoritarie.
A fronte della debolezza dei partiti politici, diversi gruppi di intellettuali liberali ed europeisti che si opponevano alla struttura del FSN di Iliescu, ritenuta corrotta e vicina alla nomenklatura di stampo sovietico, gettarono le basi per un'organizzazione non governativa con il fine di sostenere l'integrazione europea ed un più netto processo di democratizzazione della Romania. Il 7 novembre 1990, quindi, vide la luce Alleanza Civica (Alianța Civică, AC) che, tramite l'organizzazione di diverse manifestazioni di protesta contro il governo FSN, chiedeva il consolidamento della società civile e della democrazia nel paese.

### Nascita del Partito Alleanza Civica
Mentre la base di Alleanza Civica si rifiutava di entrare direttamente in politica trasformando il gruppo in partito, nella primavera del 1991 parte dei militanti iniziò a discutere di questa possibilità. In maggio la filiale di AC del distretto di Timiș, insieme ad altri membri fondatori, organizzò un incontro a Sibiu proponendo la creazione di un gruppo d'iniziativa per la formazione di un organismo politico. Nei mesi successivi fu addirittura elaborato uno statuto riguardante un eventuale partito politico che avrebbe continuato a collaborare con l'ONG Alleanza Civica, che prevedeva la designazione di un vicepresidente comune e che si proponeva di rispettare i canoni dei documenti programmatici presentati da AC. Secondo i suoi ideatori, un partito avrebbe rafforzato il ruolo dell'opposizione al FSN e realizzato gli obiettivi di AC sul piano politico.
La necessità di una sua fondazione fu messa ai voti in occasione del I congresso di Alleanza Civica del 5-7 luglio 1991, ma la decisione finì per spaccare l'associazione. Se da una parte fu decretata la nascita del Partito Alleanza Civica (PAC), dall'altra solamente il 18% degli iscritti aderì al nuovo partito di Nicolae Manolescu, mentre la maggioranza, tra cui il nuovo vicepresidente Emil Constantinescu, rimasero esclusivamente nell'ONG. Altri membri decisero di dimettersi in segno di protesta per la fondazione di un partito con lo stesso nome.
Manolescu assunse la guida del PAC, nel quale lo seguirono Stelian Tănase, Alexandru Popovici, Nicolae Constantinescu e Octavian Paler. Secondo Manolescu, rispetto agli altri partiti di opposizione, il PAC godeva del vantaggio di possedere un numero maggiore di specialisti tra i suoi iscritti e di essere più vicino alla realtà politica degli anni novanta, poiché la classe dirigente di PNL e PNȚCD era composta principalmente da militanti anticomunisti che avevano fatto politica negli anni quaranta o che avevano vissuto per lungo tempo in isolamento nelle carceri comuniste.
Il partito fu registrato presso le autorità il 1º agosto 1991 ed entrò subito a far parte della Convenzione nazionale per l'instaurazione della democrazia (Convenția Națională pentru Instaurarea Democrației, CNID), ampia alleanza politica guidata del leader del PNȚCD Corneliu Coposu che puntava all'«instaurazione di una società profondamente democratica». Nel novembre 1991 la CNID si unì al Forum Democratico Antitotalitarista di Romania (Forum Democratic Antitotalitar din România), del quale faceva parte anche Alleanza Civica, dando vita alla Convenzione Democratica Romena (CDR), coalizione che si proponeva di strappare il potere al partito di Iliescu.

### Nella Convenzione Democratica Romena

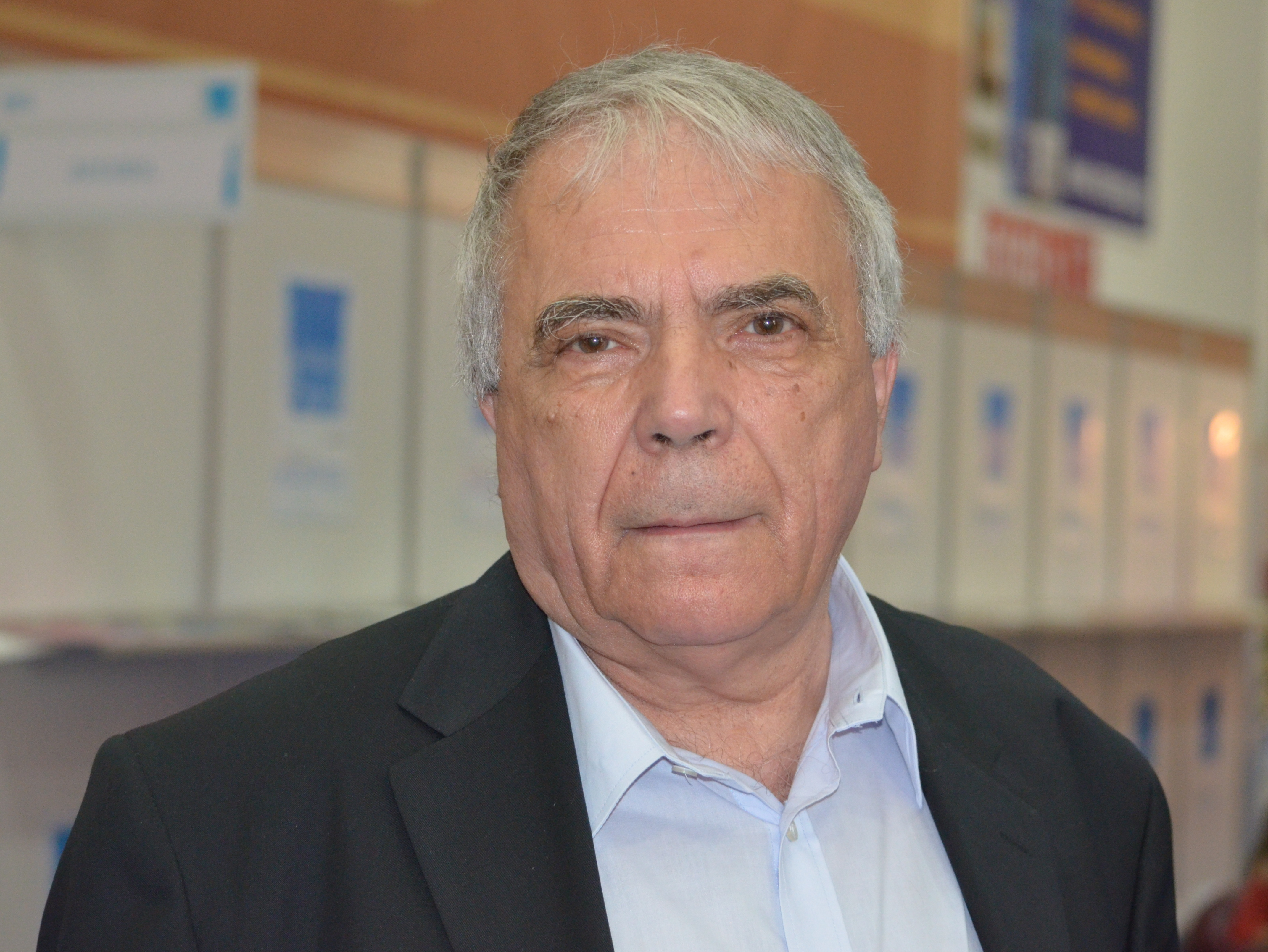
Nicolae Manolescu nel 2012.

Alle prime elezioni locali del 1992, il PAC presentò candidature proprie solamente in alcune sezioni, mentre nella maggior parte delle località concorse all'interno della CDR. La coalizione si rivelò il secondo gruppo politico del paese, contendendo la gestione dei maggiori centri urbani al FSN. Grazie al sostegno della CDR, membri provenienti dal PAC ottennero la guida dei municipi di Timișoara (Viorel Oancea), Sibiu (Sorin Șerbu), Petroșani e del Settore 2 di Bucarest (Paul Popovăț).
Nel gennaio 1992 il PAC propose unilateralmente il nome di Nicolae Manolescu come candidato della coalizione alla presidenza della repubblica per le elezioni dell'autunno 1992, mentre altre componenti dell'alleanza, tra le quali AC, sostenevano la candidatura di Emil Constantinescu. La scelta del nome per la presidenza fu fonte di crisi nei rapporti fra PAC e AC, che rifiutava categoricamente ogni legame con il partito politico. Secondo numerosi osservatori, infatti, il PAC finì per distaccarsi completamente dall'organizzazione non governativa e rappresentò a lungo termine un insuccesso per Alleanza Civica. Il gruppo di Manolescu e AC finirono per perseguire due agende politiche diverse, mentre sul piano dottrinario il PAC abbracciò pienamente il neoliberalismo, tralasciando gli obiettivi originari dell'associazione.
Nel marzo 1992 il PAC propose di abolire il diritto di partecipazione alle decisioni finali per le associazioni non politiche che partecipavano alla coalizione, oltre a richiedere l'introduzione di una presidenza rotativa per dare più visibilità ad ognuno dei partiti della CDR. Mentre i propositi del PAC non si realizzarono, il 27 giugno 1992 il collegio della CDR indicò Constantinescu come candidato alla presidenza della repubblica.
Alle parlamentari del 27 settembre la CDR ottenne il 20%, giungendo seconda e diventando il maggior gruppo di opposizione al neonato governo Văcăroiu, mentre al PAC vennero assegnati 13 degli 82 deputati e 7 dei 34 senatori ottenuti dalla coalizione. Per le presidenziali, però, la sconfitta di Constantinescu contro Iliescu al ballottaggio dell'11 ottobre contribuì ad alimentare lo scontro tra le componenti dell'alleanza. Il PAC criticò la conduzione della campagna elettorale ed ottenne le dimissioni da presidente della CDR di Coposu, sostituito da Constantinescu, che a sua volta rinunciò al ruolo di vicepresidente di Alleanza Civica su veto del partito di Manolescu.
Ad inizio legislatura il PAC riuscì a formare un gruppo parlamentare proprio alla camera con a capo Stelian Tănase. Nel corso del mandato, tuttavia, emersero delle fratture interne fra due fazioni guidate rispettivamente da Manolescu e Tănase (leader del cosiddetto "gruppo civico-liberale"), con questi intenzionato a rafforzare i rapporti con il Partito Liberale 1993 di Dinu Patriciu. Il consiglio nazionale del 26 giugno rigettò la richiesta di formalizzare un'alleanza con il PL93, fatto che spinse diversi elementi del gruppo civico-liberale a lasciare il PAC ed iscriversi all'altra formazione liberale. Tra i membri di PAC che nel 1993 passarono al PL93 vi furono Crin Antonescu, Octavian Bot e Călin Anastasiu. Nel giugno 1993, quindi, i due partiti formarono un gruppo parlamentare comune. Al senato, al contrario, mentre ad inizio legislatura il PAC era unito a PL93 e PNL-CD in un unico gruppo parlamentare, nel settembre 1993 costituì un gruppo parlamentare proprio.
La coabitazione tra i membri della coalizione si rivelò complicata. Mentre i partiti più piccoli lamentavano un'esclusione sistematica dalle decisioni finali, che erano in mano al PNȚCD, la CDR iniziò a sfaldarsi. Insieme al PL93, il PAC si fece portavoce degli scontenti, che chiedevano l'introduzione della presidenza a rotazione e rifiutavano la partecipazione su liste comuni in vista delle successive elezioni. Ritenendo la frattura insanabile, il PAC uscì dall'alleanza nel marzo 1995.

### Alleanza Nazionale Liberale
Concorrendo autonomamente alle elezioni locali del 1996 il PAC conseguì circa il 3%, ottenendo 44 mandati di sindaco, 972 di consigliere locale e 56 di consigliere di distretto.
In vista delle parlamentari e delle presidenziali del 3 novembre 1996 Manolescu rifiutò ulteriori negoziati per un ritorno nella CDR, mentre il 10 luglio 1996 creò insieme al PL93 la coalizione Alleanza Nazionale Liberale (Alianța Națonal Liberală, ANL) che, però, rimase sotto il 2%. Manolescu, candidato alla presidenza della repubblica non ottenne neanche l'1%. PL93 e PAC, perciò, non ottennero alcun seggio parlamentare, entrando in una fase di declino coincidente con il contemporaneo rafforzamento del Partito Nazionale Liberale. Nel 1998 il PNL organizzò due distinti congressi, che ratificarono l'assorbimento di entrambe le forze. Il 28 marzo 1998 fu assimilato il PAC, mentre Nicolae Manolescu venne nominato presidente del consiglio nazionale del PNL. Il 7 settembre il PNL inglobò anche il Partito Liberale, formazione che raggruppava ciò che rimaneva del PL93.

## Risultati elettorali
| Elezione          | Elezione | Voti      | %     | Seggi    |
| ----------------- | -------- | --------- | ----- | -------- |
| Parlamentari 1992 | Camera   | 2.170.289 | 20,04 | 13 / 341 |
| Parlamentari 1992 | Senato   | 2.210.722 | 20,16 | 7 / 143  |
| Parlamentari 1996 | Camera   | 192.495   | 1,57  | 0 / 343  |
| Parlamentari 1996 | Senato   | 236.132   | 1,92  | 0 / 143  |
| 1. 2.             |          |           |       |          |

| Elezione           | Elezione | Candidato           | Voti      | %     | Esito                |
| ------------------ | -------- | ------------------- | --------- | ----- | -------------------- |
| Presidenziali 1992 | I turno  | Emil Constantinescu | 3.717.006 | 31,24 | ❌ Non eletta/o (2º) |
| Presidenziali 1992 | II turno | Emil Constantinescu | 4.641.207 | 38,47 | ❌ Non eletta/o (2º) |
| Presidenziali 1996 | I turno  | Nicolae Manolescu   | 90.122    | 0,71  | ❌ Non eletta/o (8º) |
| 1. 2.              |          |                     |           |       |                      |